# 奧爾尼 (白金漢郡)
奧爾尼（英語：Olney）是英國的一座城鎮，位於白金漢郡，人口約有6,000人。奧爾尼是一座集鎮。